# Willoughton
Willoughton är en ort och civil parish i Storbritannien.   Den ligger i grevskapet Lincolnshire och riksdelen England, i den sydöstra delen av landet, 220 km norr om huvudstaden London. Willoughton ligger 40 meter över havet och antalet invånare är 330.
Terrängen runt Willoughton är platt. Runt Willoughton är det ganska tätbefolkat, med 70 invånare per kvadratkilometer. Närmaste större samhälle är Scunthorpe, 17,2 km norr om Willoughton. Trakten runt Willoughton består till största delen av jordbruksmark.